# Freez FM
Freez FM is een Nederlandse commerciële regionale radiozender die non-stop pop en rockmuziek uitzond, afgewisseld met regionaal nieuws.

## Geschiedenis

### 2000-2006
Freez FM begon oorspronkelijk in het jaar 2000 en was te beluisteren op 96.6 FM (Noord-Friesland), 96.0 FM (Oost-Friesland) en 94.1 FM (Zuidwest-Friesland). Na de Zerobase veiling in juni 2003 kreeg het station ook een etherfrequentie in Groningen op de 89.1 FM. Vanaf december 2003 was de zender ook te beluisteren in de Randstad op de 96.3 FM (Alkmaar), 93.6 FM (Amsterdam), 97.3 FM (Haarlem) en 97.4 FM (Purmerend). Freez FM zond non-stop rockmuziek uit.
In 2004 werden de Noord-Hollandse frequenties overgenomen door WILD FM. Op 21 september 2006 werd de frequentie in Groningen overgenomen door RADIONL en een dag later was RADIONL ook op de Friese frequenties te horen. Daarmee hield Freez FM op te bestaan.

### 2013-heden
Op 1 maart 2013 keerde Freez FM terug op de frequenties die eerder werden gebruikt door Arrow Classic Rock Noord. Het station had hetzelfde format als het vroegere Freez FM en ook het geel/zwarte logo was gebaseerd op het oude logo. In tegenstelling tot Arrow Classic Rock had Freez FM een bredere playlist, en werd er, naast rock, ook meer pop gedraaid dan op Arrow.
Freez FM was net als Waterstad FM en RADIONL eigendom van de NDC Mediagroep. NDC verkocht haar radiostations per 1 mei 2013 aan Beheer Regionale Radio, exploitant van TV Oranje. Vanaf april 2014 had Freez FM ook gepresenteerde programma's.
Op 30 december 2015 verdween het station weer uit de ether om plaats te maken voor Radio 8FM. Het station keerde in januari 2016 terug via DAB+ in Friesland en de kop van Noord-Holland.